# Ascetismo nell'ebraismo

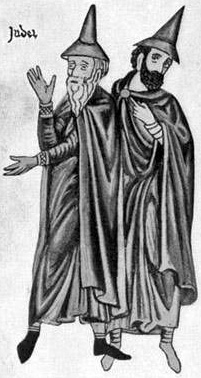
I Chassidei Ashkenaz rappresentarono un movimento mistico e ascetico ebraico nella Germania medievale.

L'ascetismo è uno stile di vita caratterizzato dall'astinenza dai piaceri sensuali, spesso allo scopo di perseguire obiettivi spirituali. L'ascetismo non è stato un tema dominante all'interno dell'ebraismo, ma hanno fatto parte della spiritualità ebraica tradizioni ascetiche tanto minori quanto significative.
Molte fonti ebraiche descrivono il mondo fisico come essenzialmente buono; il corpo umano come servitore dello spirito, e quindi non corrotto; l'essere umano dotato di dignità in quanto creato a immagine di Dio; e piaceri fisici come concessi da Dio e quindi da godere con gratitudine verso il donatore divino. Colui che rifiuta di partecipare al mondo materiale è stato persino descritto come un peccatore.
Allo stesso tempo, altre fonti raccomandano e addirittura richiedono agli ebrei di evitare un comportamento intemperante e stravagante, considerato l'anticamera a tratti caratteriali indesirabili e talvolta al peccato vero e proprio. Così agli ebrei veniva raccomandato di moderare il consumo di cibo e bevande e la propria condotta sessuale; a "santificare" il loro consumo materiale intendendo che il loro scopo ultimo fosse consentire il servizio di Dio piuttosto che il piacere egoistico; e, nel caso, creare ulteriori "paletti" attorno alla legge evitando attività specifiche che sembrano condurre al peccato. Nel complesso, l'ebraismo raccomanda la moderazione piuttosto che l'astinenza totale, un equilibrio forse meglio rappresentato dalla "via di mezzo d'oro" di Maimonide tra il lusso sensuale e la torturata privazione di sé.
Inoltre, molte fonti suggeriscono che i membri dell'élite spirituale beneficerebbero da un maggiore livello di ascetismo rispetto alle masse, comprese pratiche come il digiuno e l'astinenza sessuale, al fine di consentire loro di concentrarsi sullo studio della Torah o sulla contemplazione mistica. Sebbene tale comportamento fosse generalmente la scelta di individui devoti, in alcuni casi divenne il fulcro di diffusi movimenti comunitari, in particolare gli ashkenaziti chassidei e la cabala lurianica.

## Ascetismo comparato
Ascetismo deriva da "ascesi" (dal greco antico  ἀσκέω e askesis) una parola che in origine significava "esercitarsi",  esercizio, allenamento di un atleta per il superamento di una prova. Si diceva quindi che gli atleti intraprendessero esercizio ascetico e quindi fossero "asceti".
In questo uso si distingue chiaramente la duplice applicazione - al modo di vivere e ai risultati raggiunti - che segna l'implicazione teologica successiva del termine. Dall'arena delle gare fisiche la parola facilmente passò a quella delle lotte spirituali, e gli scrittori pre-cristiani parlano di "askesis" dell'anima o della virtù – la disciplina dell'anima, o l'esercizio della virtù . Ma l'idea fisica, non meno di quella morale, rimane alla base del significato del termine nel linguaggio cristiano medievale. Il monastero, come luogo in cui la necessaria vita di sobrietà è vissuta con regolamentazione e disciplina rigorose, diventa "asketerion", una parola che per il greco classico trasmetteva solo l'idea di un luogo riservato all'esercizio fisico, mentre i monaci erano gli "ascetikoi", gli asceti, che con disciplina raggiungevano la pratica perfetta.
L'ascesi è indigena delle religioni che pongono come fondamentale la malvagità di questa vita e la corruzione della carne nel peccato. Il Buddhismo pertanto, come anche il Cristianesimo, conduce a pratiche ascetiche. I monasteri sono istituzioni del Buddhismo tanto quanto quelle del Cattolicesimo. L'ipotesi, che si ritrova nei concetti dei Montanisti e di altri, che le concessioni fatte agli appetiti naturali possono essere perdonati a quelli che sono di un minor grado di santità, mentre il perfettamente santo si rifiuterà sempre di cedere ai bisogni e ai desideri carnali, è facilmente rilevabile anche in alcuni degli insegnamenti di Gautama Buddha. L'ideale di santità sia del buddista che del santo cristiano culmina nella povertà e castità, cioè nel celibato. Si ricorre al digiuno e ad altri metodi disciplinari per frenare la "debolezza" della carne.
In base ad una rigorosa costruzione del significato di "ascesi", è un errore pensare che la sua storia possa essere estesa ad abbracciare anche certi riti in voga tra i devoti del feticismo e del culto della Natura. Mutilazioni, il sacrificio dei capelli, osservanze e proibizioni dietetiche, che abbondano in tutte le forme di religione a un certo stadio di sviluppo, non nascono dalla nozione della peccaminosità degli istinti naturali e della vita. Né è il sistema sacrificale in un qualche modo connesso all'ascetismo. L'idea di privazione ne è estranea. Se l'offerta era un dono alla divinità e come tale comportava all'offerente di separarsi da qualcosa di valore, l'aspettativa che l'animava era invariabilmente quella di ricevere ricche ricompense. Ma qualunque teoria si debba accettare per la spiegazione dei vari riti di mutilazione e del rituale sacrificale, è certo che l'Ebraismo sin dall'inizio si impostò severamente contro l'uno e materialmente limitò l'altro. Mutilazioni a qualsiasi titolo e di qualsiasi natura erano assolutamente proibite. Efferatezze e superstizioni funebri non erano tollerate. Il codice levitico limitava i sacrifici ad un solo luogo. I sacerdoti erano gli unici a cui era affidata la liturgia dell'altare. Bisogna inoltre aggiungere che, se i profeti erano i maggiori rappresentanti e veri esegeti degli ideali e delle idee della religione di Israele, anche il sistema sacrificale e sacerdotale, con le sue implicazioni di purezza straordinaria e precauzionale nonché di grande sobrietà fisica, era di poca entità vitale.

## Digiuno
Il digiuno, che svolge una parte così essenziale nelle pratiche ascetiche, riscontravano un riconoscimento ufficiale solo nell'osservanza dello Yom Kippur (Giorno dell'Espiazione). I Profeti, ancora una volta, avevano poca tolleranza del digiuno. Ci sono alcune oscure allusioni ai giorni di digiuno nell'osservanza popolare, ma i Profeti dell'era dell'Esilio e post-Esilio insistono sulla futilità di questa usanza. Isaia 58, mentre fa appello ad una carità più ampia e ad un più profondo senso di giustizia, sostiene che questi sentimenti e non il digiuno, sono l'espressione di una volontà santificata in Dio. È caratteristico dell'atteggiamento dell'Ebraismo successivo che questo capitolo sia stato assegnato alla Haftarah del Giorno dell'Espiazione, giorno di digiuno penitenziale della sinagoga.
Tuttavia il digiuno tra gli ebrei veniva praticato nei momenti di grande angoscia e sofferenza. Il Libro di Ester, di tarda data, illustra ciò nel periodo compreso dal canone biblico. Fonti rabbiniche dimostrano la crescente tendenza ad astenersi da bere e mangiare ogni volta che ricorrenze di disastri segnavano i giorni del calendario sinagogale, o un pericolo immediato minacciava la comunità. Nello schema della sinagoga l'unico giorno di digiuno presente nella Bibbia ne riceveva non meno di ventidue come associati (cfr. Digiuni ebraici).
Comunque è dubbio se questo moltiplicarsi di digiuni possa essere preso come segno di una maggiore tendenza all'ascetismo. Probabilmente la teoria dell'etnografo William Robertson Smith ( La religione dei semiti, p. 413) è tuttora valida a spiegare gran parte delle osservanze di digiuno seguite dall'Ebraismo nei tempi più recenti, come senza dubbio è valida per i digiuni volontari e occasionali menzionati nei libri storici della Bibbia, cioè che il digiuno orientale è solo una preparazione per il consumo del pasto sacrificale. L'ingiunzione rabbinica, di non consumare troppo tardi il pasto alla vigilia dello Shabbat, in modo da goderlo ancor più di Shabbat, tende ad avvalorare la teoria. Forse ciò è anche alla base dell'affermazione rabbinica che alcuni esempi di pietà rabbinica digiunassero ogni venerdì (in preparazione per lo Shabbat).

## Ascetica nel Talmud
Tra i rabbini alcuni sono citati come grandi e persistenti digiunatori. Soprattutto Rabbi Zeira (IV secolo) è ricordato per la sua passione di questa forma di pietà. Tuttavia considerarlo un asceta sarebbe trascendere i limiti della verità. Digiunava per non dimenticarsi del suo metodo di insegnamento babilonese prima di emigrare in Palestina (Bava Metzia 85a). La storia narra che si astenesse dal bere e dal cibo per un periodo di 100 giorni, in modo che il fuoco dell'inferno non avesse poi nessun potere su di lui. Shimon bar Yohai è raffigurato come un asceta nelle tradizioni conservate nella letteratura rabbinica. Poiché esposto a persecuzioni sotto il crudele regno di Adriano, e spesso in pericolo di vita, tutta la sua mente era di natura eccezionalmente cupa per un insegnante ebreo. Inoltre, le sue pratiche ascetiche non erano ispirate da una consapevolezza della futilità di questa vita e della sua peccaminosità, ma dall'ansia di adempiere alla lettera la legge, di "riflettere sulla Torah giorno e notte". Egli si lamentava delle ore necessarie alla cura del corpo perché rubavano tanti momenti preziosi allo studio della Legge santa. Invidiava la generazione del deserto che era stato nutrita dalla manna celeste ed erano quindi assolti dalle preoccupazioni di procurarsi il pane quotidiano; un'eco di questo sentimento può essere rilevata nella petizione di Gesù per il pane quotidiano.
Pur tuttavia, nonostante tutte queste tendenze ad una condotta ascetica, questi rabbini non incoraggiavano il digiuno individuale. La comunità in difficoltà effettivamente proclamava un digiuno pubblico, ed era compito del membro leale di partecipare, poiché chi non voleva condividere la sofferenza non avrebbe condiviso la consolazione del popolo (Ta'anit 11a). Il digiunatore abituale era chiamato peccatore (ibid.). Questo giudizio veniva proclamato in base ad un riferimento al testo biblico in connessione con il sacrificio espiatorio del nazireo (Numeri 6:11). Rabbi Zeira non permetteva ai suoi discepoli di indulgere in pratiche straordinarie di autocontrollo, se in tal modo si riflettevano sulla pietà di altri più sani di loro. Il titolo applicato a colui che esercitava tali pratiche sante è caratteristicamente di biasimo per il suo atteggiamento mentale: la sua condotta veniva reputata un affronto di presunzione, se non di ipocrisia (Yerushalmi Ber. ii. 5d).
È stato fatto un tentativo di spiegare i Nazirei biblici quali precursori degli ordini monastici dediti all'osservanza della disciplina ascetica. La legge pentateuca in merito dimostra che invece veniva appena tollerata. La critica moderna spiega la loro peculiarità come derivanti da motivazioni diverse da quelle che determinano il comportamento degli asceti. I Nazirei biblici, precursori dei Nevi'im (Profeti), protestavano contro l'adozione dei costumi e dei riti religiosi dei Cananei. Negli indumenti e nel modo di vita enfatizzavano la loro fedeltà a YHVH, in trono sul monte del deserto. Il vino e la corona di capelli erano sacri agli dei del posto. Il loro aspetto sottolineava quindi il rifiuto delle nuove divinità. In tempi successivi il numero di coloro che prendevano il voto di Nazireo era estremamente esiguo. Si è portati a credere che nessun caso si verificasse in cui le disposizioni pentateuche entrassero in vigore.

## Ascetismo negli Esseni
Gli Esseni non possono essere classificati nell'ordine degli asceti. Mentre alcune delle loro istituzioni, in particolare il celibato, sembrano dare sostegno alla teoria che sarebbero classificabili come tali, le loro dottrine fondamentali non dimostrano nessun legame con il pessimismo che è il fattore essenziale dell'ascesi. Erano indifferentisti politici: erano cioè quasi del tutto indifferenti alle aspirazioni nazionali. Affermavano una fratellanza universale dei puri e dei giusti. Erano indifferenti ai beni di questa terra ed erano membri di una fratellanza comunitaria. Tuttavia è inammissibile interpretare da questi elementi di speranze e usanze che fossero da considerarsi un vero e proprio ordine ebraico di monaci e asceti.
Un caso più valido contro la teoria che l'Ebraismo non sia affatto un terreno molto congeniale per la crescita dell'ascetismo potrebbe essere rappresentato dai mistici ebrei successivi, i chassidim ed i cabalisti di varie forme. (Cfr. sotto, Esempi di ascetismo ebraico). Vedendo questa vita come essenzialmente buona, secondo Genesi 1:31; il corpo umano come un servitore dello spirito, e quindi non corrotto; le gioie della terra come date da Dio e, pertanto, da amarsi con riconoscenza verso il donatore divino; dicendo una preghiera per ogni appagamento di cibo e bevanda; una benedizione per ogni nuova esperienza di qualunque natura, lieta o triste - l'ebreo partecipava con vero gusto al buon umore della vita, senza tuttavia cadere in frivolezza, ingordigia, o intemperanza. La sua religione, che gli insegnava a ricordare la propria dignità come fatta ad immagine di Dio e di rispettare il proprio corpo come il tempio interiore dello spirito di Dio, dimora del Santissimo, "albergatore", come asseriva Hillel, "dell'ospite, l'anima", teneva l'ebreo equidistante dal polo del pessimismo "masochista", dalla mortificazione della carne sotto l'ossessione della sua peccaminosità e bruttura, e dal polo opposto di leggerezza e sensualità.
Mai intemperante nel bere o nel mangiare, l'ebreo cercò e trovò la vera gioia nella consacrazione della propria vita e di tutte le proprie facoltà e opportunità al servizio di Dio, un Dio faceva crescere la vite e dava fertilità alla terra per il pane, un Dio che aveva creato la luce e inviato la tenebre, un Dio che, come narra una leggenda talmudica - una delle tante con Elia come interprete - riservail paradiso "per loro che fanno ridere i compagni"(Ta'anit 22a). Il più bel detto dei rabbini sull'ascesi è: "L'uomo dovrà render conto in futuro di ogni godimento lecito offertogli che ha rifiutato ingratamente".

## Esempi di ascetismo ebraico
Mentre la nota dominante dell'Ebraismo è l'ottimismo, la fede in un Dio che si compiace nella felicità delle Sue creature e si aspetta il loro grato apprezzamento della Sua generosità, tuttavia esistono nella vita ebraica certe tendenze ascetiche di cui lo storico deve tener conto.

### Shammaiti e Hilleliti
Le due grandi scuole rabbiniche dell'ultimo secolo precristiano, gli Shammaiiti e gli Hilleliti, dibatterono la questione se la vita fosse degna di essere vissuta o no - "Ṭob le-adam shenibra mishelo nibra" (Er. 13b) - e c'era un elemento inconfondibile di austerità nell'insegnamento di molti Shammaiti che favorivano l'ascetismo (cfr. 2Esdra 4:12). Mentre un insegnante diceva: "La Shekhinah poggia sull'uomo solo in mezzo all'allegria che viene dal dovere ben eseguito" (Pes. ii. 7a), un altro era del parere che "non ci dovrebbe essere risata sfrenata in questo mondo" (Ber. 31a).
Tuttavia era soprattutto con l'attitudine di preparare l'anima alla comunione con Dio, o con lo scopo di mantenere il corpo sufficientemente puro per permettergli di entrare in contatto con oggetti sacri, che molti si sforzarono di evitare sostanze che causassero intossicazione o impurità levitica, il consumo di vino (Levitico 10:9; Numeri 6:3; Amos 2:12; Giudici 13:14), o il rapporto sessuale, che era stato vietato al popolo di Israele in preparazione per la Rivelazione del Sinai (Esodo 19:15) e a Mosè durante la vita di comunione con Dio (Deuteronomio 9:9,18; 1 Samuele 21:5; Shab. 87a). 
La vita degli antichi Chassidim, Persushim (Farisei) e Ẓenu'im (Esseni) era regolata secondo questo principio. Allo stesso tempo questi devoti della santità, osservando la "askesis" (pratica della forza d'animo) quale scopo speciale di vita, finivano per reputare la vita sensuale come contaminante. L'orientalista Frederick Cornwallis Conybeare afferma: "L'ideale di Filone era a morire ogni giorno per mortificare la carne con il digiuno; insisteva però sul fatto che l'isolamento dalla vita sociale dovasse avvenire all'età di cinquant'anni, momento in cui i leviti si ritiravano dalle funzioni attive del servizio del Tempio".
Questa era esattamente l'opinione degli Esseni e anche dei Terapeuti, qualunque fosse il loro collegamento con Jonadab Ben Recab e i Keniti (cfr.  Mekhilta, Ietro 2, per quanto riguarda "i bevitori d'acqua" - shote mayim - come alcune di loro erano chiamati). Bano, il santo eremita con cui Flavio Giuseppe passò tre anni della sua vita (cfr. Giuseppe Flavio, Vita, § 2), era certamente un asceta. Ugualmente lo fu Giovanni Battista (Matteo III:4 e paralleli) ed i primi cristiani, Gesù e Paolo di Tarso, nella misura in cui evitarono il matrimonio come una lassitudine della carne (Matteo 19:10-12, 1 Corinzi 7:28-38), intrise di pensieri ascetici. Fu proprio in opposizione a questa tendenza, così marcata nel primo Cristianesimo, che i talmudisti denunciarono il digiuno e la penitenza (Ta'anit 11a, b) e accentuarono il dovere della gaiezza nella leggenda di Elia (Ta'anit 22a). Dopo la distruzione del Tempio di Gerusalemme nel 70, una vera e propria ondata di ascetismo travolse il popolo e in tributo alla sventura diverse norme ascetiche nazionali furono istituite (cfr. Bava Batra 60b; Tosefta Soṭah, fine; 2 Esdra 9:24; cfr. Wilhelm Bacher, Agada der Tannaiten, 1:164).

### Misticismo e ascetismo
In ogni modo il misticismo, che va di pari passo con l'ascetismo,  ebbe sempre i suoi circoli esoterici. Giuda il Principe, chiamato "il santo", fu un asceta (Ket. 104a). Mar, figlio di Ravina, digiunò tutto l'anno ad eccezione dei giorni santi e della vigilia di Yom Kippur (Peshaim 68b). Per il privilegio di comunicare con il mondo superiore, quello inferiore era disprezzato dai pochi eletti che hanno conservavano la tradizione della gnosi e dei misteri apocalittici.
Così fecero i seguaci di Obadiah Abu-Isa], gli Isaviti, e di Judah Yudghan, i Yudghaniti, alla fine del VII secolo e all'inizio dell'VIII, i precursori dei Caraiti – e molti Caraiti stessi svolsero vite ascetiche, astenendosi dal consumare carne e vino e passando molto del loro tempo in meditazione e devozione, in parte per ottenere una più profonda conoscenza delle Sacre Scritture, in parte per il lutto di Gerusalemme.
In un certo senso, quindi, tutti i mistici del Medioevo erano asceti, assumendo o accettando per sé il titolo di "nazirei", o chiamati  "santi" dai loro contemporanei. Ciò è particolarmente vero per Abraham Ben David di Posquières e il suo circolo del XIII secolo, che si collegano agli inizi della Cabala. Inoltre, le correnti di pensiero che, provenienti dall'India, crearono il sufismo tra persiani e musulmani nei secoli XII e XIII, esercitarono una notevole influenza sui pensatori ebrei, come si apprende da Bahya ibn Paquda, il cui sistema etico, Ḥobot ha-Lebabot, oscilla tra ascetismo e ottimismo ebraico, con una propensità per il primo.

### Abraham ben Ḥiyya
Anche quei pensatori che opponevano la visione ascetica non potevano però districarsi interamente dalle maglie del misticismo neoplatonico, che vedeva nella carne o nella materia la fonte del male. Così Abraham ben Ḥiyya confuta con forza la concezione neoplatonica del male come identico alla materia, e mantiene contro Bahya ibn Paquda (XI secolo) che la pratica del digiuno e di altri modi di penitenza non è meritoria, poiché solo chi è dominato da suo desideri infimi ricorre all'ascetismo come strumento per frenare la passione e disciplinare l'anima, mentre colui che è veramente buono dovrebbe limitarsi a quei modi di astinenza che sono previsti dalla Legge.
Nondimeno, Abraham ben Ḥiyya rivendica un rango più elevato per il santo che, isolato dal mondo, conduce una vita completamente consacrata al servizio di Dio. Si spinge fino a giustificare lo stato di celibato in questi casi, facendo riferimento all'esempio di Mosè – che dovette abbandonare il rapporto con la moglie quando ricevette le leggi sul Monte Sinai – e della maggior parte dei profeti (che erano, come egli crede, celibi), e di Simeon ben Azzai (secondo Yebamoth 63b). Come Bahya ibn Paquda, ben Ḥiyya ritiene che l'asceta, poiché conduce una vita più pura e più santa, necessiti di meno restrizioni halakhiche.
Di Asher, figlio di Meshullam ben Jacob a Lunel, Beniamino di Tudela (nei suoi Viaggi, ed. Asher, 3b) narra come testimone oculare che fosse un asceta ("parush") che non si curava di nessuna faccenda mondana, ma studiava giorno e notte, osservava digiuni e non mangiava mai carne. Suo fratello Jacob aveva il titolo di Nazireo, essendo stato anche lui un asceta che si asteneva dal vino.
Anche l'intera famiglia di Judah Ben Samuel l'Ḧasid di Ratisbona, del XII secolo, suo padre Samuel e suo nonno Kalonymus di Spira, nipote di Eliezer il Grande di Worms, sembrano essere stati tutti asceti.
Il successivo sviluppo e la crescita della Cabala produsse altre forme di ascesi. In realtà, il chassid e lo ẓanua` della letteratura apocalittica medievale erano sopravvivenze dell'Essenismo, le abluzioni ed i digiuni venivano usati dagli adepti della Cabala come mezzi per raggiungere la comunione con il mondo superiore. Alcuni di questi chassidim passavano tutta la settimana – con o senza interruzione in base alla loro resistenza fisica – facendo digiuno, riservandoo solo lo Shabbat a giorno di conforto e gioia. L'oggetto delle loro penitenze e digiuni era quello di far arrivare il tempo del favore divino, l'era messianica. Ogni movimento messianico aveva quindi asceti come capi e guide, così anche gli eretici sabbatisti e altri, come per esempio Abraham ben Samuel Cohen di Łask (XVIII secolo). Altri ancora si astenevano dal mangiare carne, come i buddhisti o i pitagorici dell'antichità, sostenendosi con una dieta vegetariana.

### Maimonide
Contro tutti questi punti di vista e le relative tendenze ascetiche Mosè Maimonide alzò la sua voce potente e la sua visione sobria ebbe il sopravvento. Il Rambam ne ammetteva l'influenza salutare su coloro che avevano bisogno di molta disciplina dell'anima – digiuno e veglie, sobrietà sessuale e sociale, la punizione corporale dell'eremita e del penitente che abita nei deserti e utilizza solo rozzo cilicio per la copertura della propria carne – ma dichiarava che l'uso costante di ciò che poteva al massimo essere solo una misura di riparazione per condizioni anomale e alienate della vita, era una grande follia e una stravaganza pregiudizievole.
Maimonide, mentre adotta la massima aristotelica del "giusto mezzo" in tutte le cose, trova nelle varie restrizioni delle leggi alimentari e del matrimonio dettate dalla Torah un sistema legislativo di sobria formazione della persona che rende superfluo tale ascetismo osservato dai monaci e dai santi di altre nazioni; anzi, reputa l'ascesi peccaminosa, secondo l'interpretazione rabbinica di Numeri 6:11, che istruisce il sacerdote a "fare l'espiazione per [il Nazir] dato che ha peccato contro la persona [nel fare il suo voto di astinenza]".
Gli eremiti ebrei, che vivono in uno stato di celibato e si dedicano alla meditazione, ancora si trovano (verso il 1906) tra i Falasha. Questi sostengono che il sommo sacerdote Aronne fu il primo Nazireo che dal momento della sua consacrazione si separò dalla moglie per vivere solo all'ombra del Tabernacolo. Di conseguenza si uniscono all'ordine monastico dopo essersi sposati e diventati padri di bambini. Secondo lo studioso tedesco del XIX secolo Flad l'ordine religioso fondato da Abba Sabra era composto esclusivamente da eunuchi. Ciò indicherebbe un'influenza non ebraica, di cui i Falasha mostrano molte tracce.